# Ležérně a vleže
Ležérně a vleže je hudební skupina z Valašska, která vznikla v roce 1996 původně jako doprovodná kapela k divadelní hře. Během let se různě měnilo obsazení kapely, v roce 2003 vznikla paralelní malá sestava (Ležérně a vleže quartet), v letech 2009–2011 působil Beata Bocek Band, doprovodná kapela písničkářky Beaty Bocek, v té době členky skupiny, složená z Aleše Mrnuštíka a Jiřího Nedavašky, taktéž členů skupiny.

## Obsazení
- Zbyněk Jakubec – zpěv, trubka
- Aleš Mrnuštík – zpěv, kytara
- David Žižka – kytara
- Ivan Hrdina – baskytara
- Pavel Ištvánech – klávesy
- Alexej Jan Zatyko – bicí (1998–2000 a 2014–současnost, v letech 2001–2014 hrál na bicí Jiří Nedavaška)

## Diskografie
- Brutopýr, 1997, demo
- Demo, 1999, demo
- Hovoř pravdu a lež, 2002
- Větřisko Strach, 2005
- Uondaný čas, 2010
- Nahý, 2019